# Lasioglossum flaveriae
Lasioglossum flaveriae är en biart som först beskrevs av Theodore Mitchell 1960. Den ingår i släktet smalbin, och familjen vägbin. Inga underarter finns listade i Catalogue of Life.

## Beskrivning
Huvud och mellankropp är metalliskt ljusgröna till blå. Munskölden är mörkbrun på den övre halvan. Antennerna är mörkbruna med undersidan av de yttre lederna gulbruna hos honan, rödbruna hos hanen. Vingarna är halvgenomskinliga med gulbruna ribbor och rödbruna vingfästen. benen är bruna med brungula fötter. Bakkroppssegmenten är rödbruna, med bakkanterna genomskinligt brungula. Behåringen är vitaktig och tämligen gles. Kroppslängden är 4,1 till 4,7 mm för honan, med en framvingelängd på 2,8 till 3,3 mm. Motsvarande mått för hanen är 3,6 till 3,9 mm kroppslängd, och drygt 3 mm för framvingen.

## Utbredning
Arten finns endast i sydligaste Florida och på Bahamas.

## Ekologi
Lasioglossum flaveriae är oligolektisk, den flyger till blommande växter från många familjer: Amarantväxter som Achyranthes, korgblommiga växter som flaverior, Mikania och Sartwellia samt ljungväxter som Lyonia mariana. Arten är sällsynt: Center for Biological Diversity, en amerikansk naturskyddsgrupp, beskriver den som "declining and threatened".